# LEADERS
《LEADERS》，為日本TBS電視台自2014年3月22日起至3月23日播出的特別連續劇。由佐藤浩市領銜主演。全劇共2集，播出時間為21:00 - 23:23。台灣緯來日本台將本劇分為5集，2014年9月1日至5日止，每晚11點30分播出，因有丰田汽车冠名贊助，故劇名為《TOYOTA劇場 領導者們》。香港無綫網絡電視播出時間為2014年9月7日至14日，同樣受到丰田汽车的冠名贊助。2017年3月20日播出的《LEADERS 特別篇 導演剪輯版》為前作之4小時剪輯版。
特別篇續作《LEADERS II》2017年3月26日播出。台灣緯來日本台將本劇分為2集，2017年4月7日至8日晚間9點播出，本劇與前作一樣由豐田汽車冠名贊助，劇名為《TOYOTA劇場 領導者們II》。

## 劇情概要
以豐田汽車的創辦人豐田喜一郎的真實創業經歷為原型，描述愛知汽車從默默無聞的小紡織廠躍身為日本國產汽車的頂級品牌的辛勤歷程，設定年代為1929至1950年。
勇敢追夢的先驅者，從零開始的日本車傳奇！
你知道日本第一台自製車，是如何誕生的嗎？「領導者們」正是日本車崛起的真實故事！故事從一家紡織廠說起，「愛知自動織機社」的常務愛知佐一郎（佐藤浩市飾），在親眼目睹歐美各國的汽車產業後，被先進國家壓倒性的技術所震懾。他深信日本今後也將進入汽車的時代，為了日本的未來，決心開發國產汽車工業，讓日本車馳騁全世界。他有卓越的企圖心，想跨界打造日本製國產車。從拆解進口車零件開始，到土法煉鋼打造車體和引擎，四處向銀行融資……雖然困難重重，但在歷經無數次失敗後，終於獲得和火車飆速競賽的機會，他們將要一決勝負！

## 登場角色
【】內為劇中影射的真實公司、銀行名稱及人物。沒特別標示登場的皆為兩部均有登場。

### 主要人物
- 愛知佐一郎【豐田喜一郎】：佐藤浩市（香港配音：朱子聰）

愛知汽車【豐田汽車】社長。
- 山梨良夫【高梨壯夫】（第一部）：香川照之（香港配音：李錦綸）

日本銀行總裁秘書→名古屋分行經理。
- 愛知晴子：山口智子（香港配音：陸惠玲）

佐一郎的妻子。
- 東山雪乃：宮澤理惠（第一部）（香港配音：黃玉娟）

本鄉餐廳的當紅服務生→日本料理店老闆娘。
- 石山又造【石田退三】：橋爪功（日语：橋爪功）（香港配音：譚炳文→陳永信）

愛知汽車副社長→社長，愛知自動織機社長。
- 山崎亘【山口昇（日语：山口昇 (実業家)）】：岡田浩暉（日语：岡田浩暉）（第一部）／内野聖陽（第二部）（香港配音：／招世亮（第二部））

日出汽車經理→日出汽車店長。原為日本通用汽車（GM）的經銷商，認識佐一郎之後兩人一見如故，之後成為愛知汽車的經銷商。
- 菊間武二郎【菊池武三郎】（第二部）： 大泉洋（特別演出）（香港配音：陳欣）

自「若草汽車銷售」【日產汽車銷售】跳槽到愛知汽車的銷售員工。
- 日下部誠（第二部）：東出昌大（香港配音：黃積權）

營業員。
- 酒田健太郎（第二部）：鄉廣美（香港配音：潘文柏）

日本通用汽車經銷商「酒田車庫」社長。
- 飯田清（第二部）：菅野美穗（香港配音：劉惠雲）

山崎光顧的高級日本料理餐廳服務生。
- 大島磯吉【小島濱吉】（第二部）：山崎努（香港配音：盧國權）

大島貿易→大島壓縮機工業【小島貿易→小島壓縮機工業】社長。之後成為愛知汽車的零件供應商聯誼會「協愛會」的會長。

### 愛知汽車工業
- 愛知正二【豐田英二（日语：豊田英二）】（第一部）：椎名桔平（香港配音：潘文柏）

愛知汽車開發董事，佐一郎的外甥。
- 北川隆二：吉田榮作（日语：吉田栄作）（香港配音：蘇強文）

愛知汽車工會主席。
- 近藤利郎：萩原聖人（香港配音：馮錦堂）

愛知汽車董事暨會計部經理。
- 三宅光男：高橋和也（日语：高橋和也）（香港配音：陳卓智）

愛知汽車總務部經理。
- 太田耐介【大野耐一】：緋田康人（日语：緋田康人）（香港配音：黃子敬）

愛知汽車子工廠廠長，製造常務董事。
- 島原清吉：江成和己（日语：えなりかずき）（香港配音：周良鴻→曹啟謙）

愛知汽車草創時期的員工。於二次大戰中戰死。
- 神田征太郎【神谷正太郎】：神保悟志（日语：神保悟志）（香港配音：張錦江）

愛知汽車銷售常務董事→愛知汽車銷售總裁。
- 高瀨善造：須田邦裕（日语：須田邦裕）（香港配音：張方正）

愛知汽車工會副主席。
- 島原美鈴：前田敦子（香港配音：張頌欣）

清吉的妻子，丈夫戰死後進入愛知汽車服務，任職總務部。
- 櫻井武（第一部）：金子賢（日语：金子賢）（香港配音：巫哲棋）
- 梅谷守（第一部）：橋爪遼（日语：橋爪遼）
- 藤城貢（第一部）：勝信（日语：勝信）

以上三人皆為愛知汽車員工。

### 日本銀行
- 財部登【一萬田尚登】（第一部）：中村橋之助（日语：中村芝翫 (8代目)）（香港配音：招世亮）

日本銀行總裁。
- 梶田健二郎（第一部）：戶田昌宏（日语：戸田昌宏）（香港配音：蕭徽勇）

名古屋分行營業課長。

### 愛知家
- 愛知洋一郎【豐田章一郎】（第一部）：溝端淳平（香港配音：張裕東；羅孔柔（童年））

佐一郎的兒子。

### 其他

#### 第一部登場角色
- 隈澤和志【隈部一雄】：市川右近（日语：市川右團次 (3代目)）（香港配音：劉昭文）

東京帝國大學工學部教授。
- 兒島正彥【小川秀彥】：吹越滿（香港配音：關令翹）

西國銀行【住友銀行】名古屋分行經理。
- 加藤喬：金田明夫（日语：金田明夫）（香港配音：馮志輝）

三河銀行【東海銀行】總裁。
- 志村武史：富家規政（日语：冨家規政）（香港配音：蕭徽勇）

松坂銀行【帝國銀行→三井銀行】名古屋分行經理。
- 高瀨真紀：寺島咲（日语：寺島咲）

善造的妻子。
- 西尾成次【西川秋次（日语：西川秋次）】：伊東四朗（日语：伊東四朗）（香港配音：張炳強）

上海愛知紡績【豐田紡織】負責人。
- 齊藤源一：原田泰造（香港配音：鄧志堅）

大藪玻璃工廠員工。
- 山田六郎：六平直政（日语：六平直政）（香港配音：林保全）

三河橡膠工廠員工。

#### 第二部登場角色
- 前川有造：緒方義博（日语：でんでん）（香港配音：林國雄）
- 石坂吉則：筧利夫（日语：筧利夫）（香港配音：陳欣）
- 長谷部鑛二：佐戶井賢太（日语：佐戸井けん太）（香港配音：蕭徽勇）
- 江田功：松尾貴史（日语：松尾貴史）
- 藤木剛：矢島健一（日语：矢島健一）（香港配音：馮志輝）
- 瀧本勝一：上杉祥三（日语：上杉祥三）（香港配音：張錦江）
- 上杉健介：小須田康人（日语：小須田康人）（香港配音：潘文柏）
- 淺田：尾上菊之助（日语：尾上菊之助）（特別演出）（香港配音：雷霆）

若草汽車常務。

## 製作團隊
- 原案：本所次郎《小説 日銀管理》、《トヨタ自動車75年史》（豐田汽車的75年史）
- 協助：豐田汽車、日本豐田汽車銷售公司、產業技術記念館、豐田博物館、豐田鞍池記念館、愛知豐田汽車
- 特別協助拍攝：日本銀行、愛知縣豐橋市、島根縣仁多郡奧出雲町
- 劇本：橋本裕志（第一部）、八津弘幸（第二部）
- 音樂：千住明
- 導演：福澤克雄
- 旁白：加賀美幸子（香港配音：曾佩儀）
- 副導演：棚澤孝義、田中健太、伊藤雄介、福島宏介、佐久間晃嗣、森久祐彌、唐澤弦志
- 攝影導演：淺野太郎
- 標題：井田久美子
- 美術電腦繪圖：西條貴子、石田道昭
- 視覺特效：OXYBOT
- 車輛顧問：石川實、池田浩司、野村久司
- 鑄造顧問：中山武治
- 法律顧問：北村行夫
- 稅務會計師顧問：坂本剛
- 藝妓舞蹈協助：花柳輔禮乃社中
- 上海拍攝協助：上海電影有限公司
- 特別協助：全日本空輸銷售
- 企畫協助：Rights Apartment
- 車輛搬運協助：新明工業
- 影像提供：蓋帝圖像（Getty Image）、Rights Smith
- 資料提供：竹本知行
- 拍攝地點協助：東三河縣廳、穗野國東三河地方應援團、名古屋會議局、桑名電影委員會、播州赤穗電影委員會、奧出雲觀光文化協會、前橋電影委員會、京都府綾部市、兵庫縣加古川市、赤穗市等
- 宣傳：川鍋昌彥、小林文明、青木玲奈
- 編審：瀬戸口克陽、福田健太郎
- 製作人：貴島誠一郎、伊與田英德、川嶋龍太郎（第二部）
- 副製作人：上野薰、藤井和史、山本大平
- 製作出品：TBS

## 收視率
第一部
| 各集 | 播出日期      | 關東地區收視率 | 名古屋地區收視率 |
| ---- | ------------- | -------------- | ---------------- |
| 前篇 | 2014年3月22日 | 13.7%          | 20.3%            |
| 後篇 | 2014年3月23日 | 15.4%          | 22.2%            |

第二部
| 各集 | 播出日期      | 關東地區收視率 |
| ---- | ------------- | -------------- |
| 1    | 2017年3月26日 | 10.7%          |

## 取景地
- 尤尼吉可（Unitika Limited，總部位於兵庫縣尼崎市的綜合企業公司）豐橋事業所[5]
- 豐田汽車元町工廠
- Gunze綾部總公司
- 桃井製網赤穗工廠
- 日本毛織加古川工廠
- 愛知縣立時習館高等學校[5]－借用該校的體育館拍攝劇中因勞動引發爭議的主人公的告別式場景。
- 愛知縣豐橋市公會堂[5]－劇中駐日盟軍總司令部（GHQ）大樓的拍攝地點。
- 豊郷町立豐郷小學校－劇中的第2代愛知汽車公司所在地拍攝地點。
- 福島縣立安積高等學校

## 外部連結
- LEADERS－TBS官方網站 （页面存档备份，存于）（日語）
- LEADERS II－TBS官方網站 （页面存档备份，存于）（日語）
- TOYOTA劇場 領導者們－緯來日本台官方網站 （页面存档备份，存于）（繁體中文）
- TOYOTA劇場 領導者們II－緯來日本台官方網站 （页面存档备份，存于）（繁體中文）

## 節目的變遷
| 臺灣 緯來日本台 週一至週五 22:00 - 00:00 | 臺灣 緯來日本台 週一至週五 22:00 - 00:00 | 臺灣 緯來日本台 週一至週五 22:00 - 00:00 |
| ---------------------------------------- | ---------------------------------------- | ---------------------------------------- |
|                                          | （2014.09.01 - 2014.09.05）              |                                          |
| （2014.08.20 - 2014.08.29）              | （2014.09.08 - 2014.09.19）              |                                          |
| 週一至週五 21:00 - 22:00                 |                                          |                                          |
| （2017.03.21 - 2017.04.05）              | （2017.04.06 - 2017.04.07）              | 東京妄想女子 （2017.04.10 - 2017.04.21）   |

| 香港 無綫網絡電視 星期日 14:00-16:15及20:45-23:00                                        | 香港 無綫網絡電視 星期日 14:00-16:15及20:45-23:00 | 香港 無綫網絡電視 星期日 14:00-16:15及20:45-23:00 |
| ---------------------------------------------------------------------------------------- | ------------------------------------------------- | ------------------------------------------------- |
|                                                                                          | （2014.09.07 - 2014.09.14）                       |                                                   |
| -IMAT 非常救援隊2- （2014.08.31）                                                        | （2014.09.21）                                    |                                                   |
| 香港 myTV SUPER 日劇台 星期五 13:30 - 15:30、16:30 - 18:30、19:30 - 21:30及22:30 - 00:30 |                                                   |                                                   |
| 獻給你的徽章 （2017.08.25）                                                              | （2017.09.01）                                    | 幸福的記憶 （2017.09.08）                         |